# Хоакін Алонсо
Хоакін Алонсо, відомий також як Хоакін (ісп. Joaquín Alonso, нар. 9 червня 1956, Ов'єдо) — іспанський футболіст, що грав на позиції півзахисника. Всю свою кар'єру гравця провів у клубі «Спортінг» (Хіхон), грав також у складі національної збірної Іспанії.

## Клубна кар'єра
Хоакін Алонсо народився в місті Ов'єдо, та є вихованцем юнацької команди клубу «Спортінг» (Хіхон). У 1976 році дебютував в основному складі «Спортінга», у складі якого став переможцем Сегунди, а наступного року дебютував у складі Прімери. У складі команди з Хіхона грав до 1992 року, залишаючись увесь цей час гравцем основи. У складі команди загалом зіграв 514 матчів у чемпіонаті Іспанії.

## Виступи за збірні
Протягом 1977—1982 років Хоакін Алонсо залучався до складу молодіжної збірної Іспанії. На молодіжному рівні зіграв у 9 офіційних матчах.
1979 року дебютував в офіційних матчах у складі національної збірної Іспанії. У 1980 році Хоакіна Алонсо включили до складу олімпійської збірної для участі в літніх Олімпійських іграх 1980 року в Москві. У 1982 році Хоакіна включили до складу збірної для участі в домашньому чемпіонаті світу, на якому він зіграв у одному матчі проти збірної Гондурасу. У складі збірної грав до 1988 року, провів у її формі 18 матчів, забивши 1 гол.